# Beyerville
Beyerville – jednostka osadnicza w Stanach Zjednoczonych, w stanie Arizona, w hrabstwie Santa Cruz.